# R-4
Lo R-4 o K-4, noto come AA-5 Ash (designazione NATO) in occidente, è un missile aria-aria (in inglese: AAM - Air to Air Missile) di fabbricazione sovietica.
Lo sviluppo dell'R-4 iniziò nel 1959, mentre l'arma entrò in servizio operativo nel 1963. Quest'arma era destinata prevalentemente all'intercettore Tupolev Tu-28, accoppiato al suo radar RP-S Smerch (tornado), anche se sembra che alcune fonti suggeriscano che sia stato adottato anche sul MiG-25.
Come molti altri missili sovietici, uscì sia nella versione a ricerca radar semiattiva (R-4R) che a ricerca infrarossa passiva (R-4T). Sembra che la tattica di combattimento fosse quella di lanciare entrambe le versioni per aumentare la probabilità di successo.
Nel 1973 quest'arma venne aggiornata alla versione R-4M, con una testa cercante più prestante e compatibile con il nuovo radar RP-SM Smerch.
Gli ultimi R-4 vennero ritirati dal servizio verso la fine degli anni ottanta, assieme ai Tupolev Tu-128.